# Primula prolifera
Primula prolifera är en viveväxtart som beskrevs av Nathaniel Wallich. Primula prolifera ingår i släktet vivor, och familjen viveväxter. Inga underarter finns listade i Catalogue of Life.

## Bildgalleri

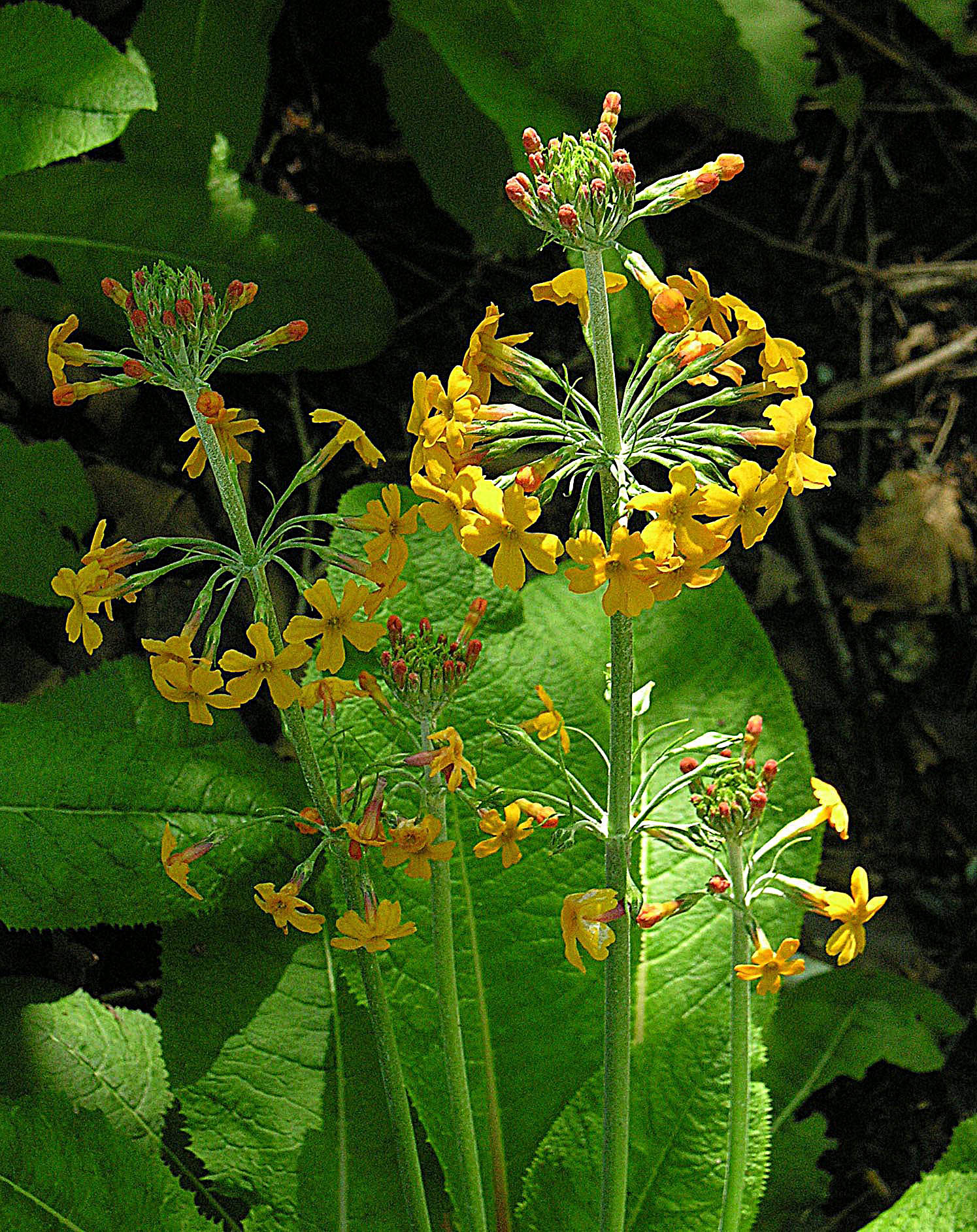
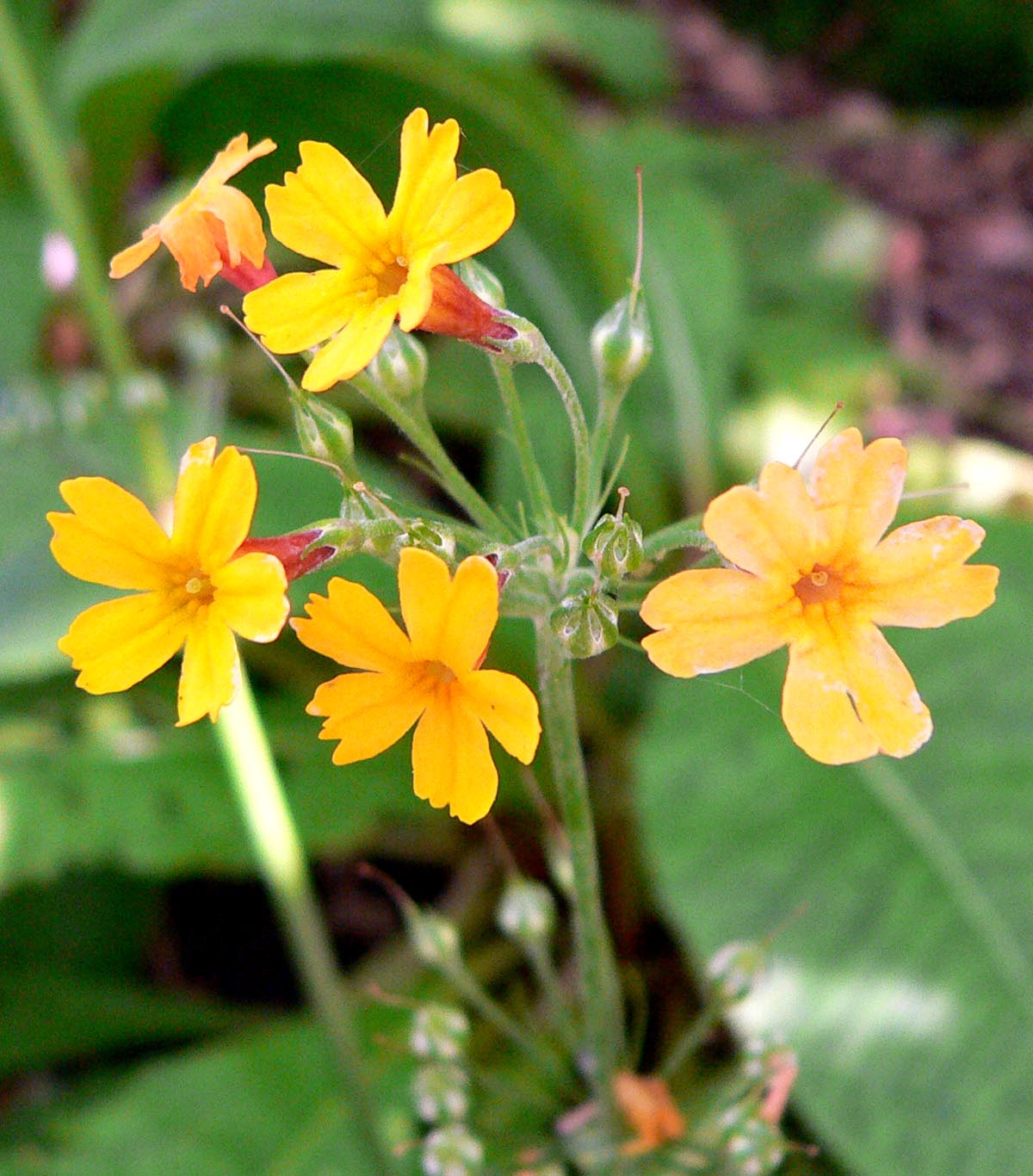
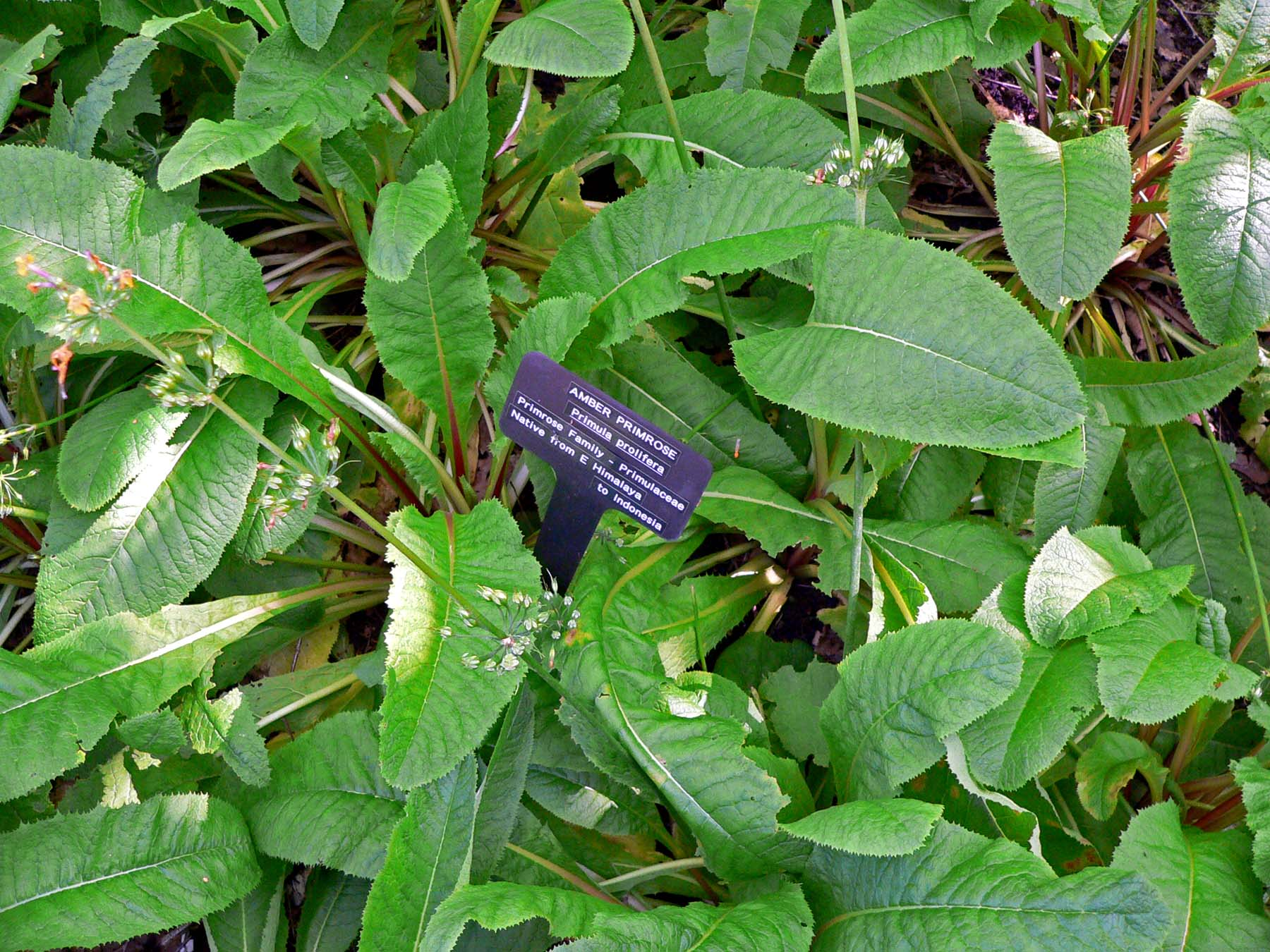